# Wilfried Sanou
Pour les articles homonymes, voir Sanou.
Wilfried Léon Bakary Sanou était un footballeur international burkinabé né le 16 mars 1984. Il évoluait au poste de milieu de terrain.

## Biographie

### Carrière en sélection
Il a participé à la Coupe d'Afrique des nations 2013 en Afrique du Sud où il est arrivé en finale avec le Burkina Faso. Le 12 février 2013, il est fait officier de l'ordre national burkinabé à la suite des résultats obtenus par l'équipe nationale.

## Palmarès
| FC Tirol Innsbruck - Championnat d'Autriche (1) : - Champion : 2001-2002. |